# Theodore E. Phillips
Theodore Evelyn Reece Phillips (28 de marzo de 1868 –13 de mayo de 1942), conocido como T. E. R. Phillips,  fue un clérigo y astrónomo aficionado británico.

## Semblanza
Phillips nació en Kibworth, Leicestershire.  En 1891 fue asignado a la iglesia de la Holy Trinity en Taunton, Somerset; en 1895 pasó a Hendford, Yeovil; en 1901 fue destinado a St. Saviour de Croydon; en 1906 nuevamente se trasladó, esta vez a Ashtead, Surrey; y finalmente, en 1916,  fue nombrado vicario de Headley, donde permaneció durante el resto de su vida.
Como astrónomo aficionado, se dedicó principalmente a la observación de los planetas (especialmente de Júpiter y Marte), haciendo un estudio muy minucioso de las corrientes de la superficie de Júpiter. Fue miembro de la comisión sobre los planetas de la IAU. Dirigió  la sección de Júpiter de la Asociación Astronómica Británica entre 1900 y 1933; y la sección de Saturno entre 1935 y 1940. Presidió la Sociedad Astronómica Real de 1927 a 1929.
Ganó la Medalla Jackson-Gwilt de la Sociedad Astronómica Real en 1918.
Fue coautor en 1923 de la obra "Splendour of the Heavens" (Esplendor de los Cielos) con William Herbert Steavenson.
Además de la astronomía,  también mostró un interés activo por la meteorología. Estuvo casado y tuvo un hijo.

## Eponimia
- El cráter marciano Phillips lleva este nombre en su memoria, honor compartido con el geólogo británico del mismo apellido John Phillips (1800-1874).[1]

### Necrologías
- MNRAS 103 (1943) 70–72
- PASP 54 (1942) 166
- Obs 64 (1942) 228–231 (Artículo sobre el título honorario de la Universidad de Oxford el 28 de febrero de 1942, en lugar de obituario)

- Datos: Q7668224